# Бриёль-сюр-Бар
Бриёль-сюр-Бар (фр. Brieulles-sur-Bar) — коммуна во Франции, находится в регионе Шампань — Арденны. Департамент коммуны — Арденны. Входит в состав кантона Ле-Шен. Округ коммуны — Вузье.
Код INSEE коммуны — 08085.
Коммуна расположена приблизительно в 195 км к востоку от Парижа, в 70 км северо-восточнее Шалон-ан-Шампани, в 35 км к югу от Шарлевиль-Мезьера.

## Население
Население коммуны на 2008 год составляло 225 человек.
| 1962 | 1968 | 1975 | 1982 | 1990 | 1999 | 2008 |
| ---- | ---- | ---- | ---- | ---- | ---- | ---- |
| 229  | 239  | 196  | 196  | 175  | 203  | 225  |

## Экономика
В 2007 году среди 117 человек в трудоспособном возрасте (15—64 лет) 85 были экономически активными, 32 — неактивными (показатель активности — 72,6 %, в 1999 году было 65,2 %). Из 85 активных работали 70 человек (43 мужчины и 27 женщин), безработных было 15 (6 мужчин и 9 женщин). Среди 32 неактивных 7 человек были учениками или студентами, 14 — пенсионерами, 11 были неактивными по другим причинам.

## Достопримечательности
- Церковь Нотр-Дам[фр.] (XIV век). Исторический памятник с 1946 года.[3]
- Шато-ферма. Исторический памятник с 1946 года.[4]

## Фотогалерея
- Бриёль-сюр-Бар
- Церковь Нотр-Дам
- Шато-ферма
- Мэрия